# Prawo Gay-Lussaca (gaz doskonały)
Prawo Gay-Lussaca – jedno z praw dotyczących zachowania się gazu doskonałego podczas zmiany jego stanu. Prawo Gay-Lussaca opisuje przemianę izobaryczną (przy stałym ciśnieniu) takiego gazu i stwierdza, że podczas przemiany stosunek objętości gazu do jego temperatury jest stały:
{\displaystyle {\frac {V}{T}}=\mathrm {const} }
lub
{\displaystyle V\sim T,}
gdzie:
{\displaystyle V} – objętość gazu,
{\displaystyle T} – temperatura.
Prawo Gay-Lussaca (zwane też prawem Gay-Lussaca-Charles’a) jest wnioskiem z równania stanu gazu doskonałego – jego odkrywcy sformułowali je jednak na drodze uogólnienia obserwacji empirycznych.
Prawo to odkrył J.A. Charles na podstawie doświadczeń rozpoczętych w 1787 r. a ostatecznie sformułował Gay-Lussac na podstawie opublikowanych przez siebie danych w 1802 r.
Wraz z pozostałymi prawami gazowymi zostało wykorzystane przy wyprowadzeniu równania stanu gazu doskonałego zwanego równaniem Clapeyrona.
Prawo Gay-Lussaca można obecnie łatwo wyprowadzić przy wykorzystaniu równania Clapeyrona i założeniu stałego ciśnienia:
{\displaystyle {\frac {V}{T}}={\frac {nR}{p}}=\mathrm {const} ,}
gdzie:
{\displaystyle n} – liczba moli gazu (liczność materii)
{\displaystyle p} – ciśnienie gazu
{\displaystyle R} – (uniwersalna) stała gazowa
{\displaystyle \mathrm {const} } – stała dla określonej ilości gazu i ustalonego ciśnienia